# Хотино (Витебская область)
Хо́тино (бел. Хоціна) — деревня в Бешенковичском районе Витебской области Белоруссии. Входит в состав Улльского сельсовета. Расположена в 22 км от городского посёлка Бешенковичи, в 28 км от железнодорожной станции Ловша, в 69 км от Витебска. Население — 12 человек (2019).

## История
Впервые упоминается в 1886 году как центр Мартыновской волости Лепельского уезда Витебской губернии. С 1924 года в составе БССР. С 20 августа 1924 года центр Хотинского сельсовета Улльского района Полоцкого округа. С 8 июля 1931 года в составе Бешенковичского района. В 1933 году образован колхоз имени Блюхера.
C 3 июля 1941 года по 26 июня 1944 год была оккупирована немецко-фашистскими войсками. Во время войны 10 жителей деревни погибло, 9 пропало без вести.
С 9 сентября 1946 года в Улльском районе, с 17 декабря 1956 обратно в составе Бешенковичского района. С 16 июля 1954 года в составе Сокоровского сельсовета. С 1957 года в составе совхоза «Сокорово». С 8 апреля 2004 года в Улльском сельсовете.

## Инфраструктура
В 1998 году в деревне были магазин и библиотека. В 2014 году работала туристическая агроусадьба «Садовая». 

## Достопримечательность
Около деревни находится памятник уроженцу Хотино, Герою Советского Союза Льву Доватору (1903—1941).